# Lipia, Ilfov
Lipia este un sat în comuna Gruiu din județul Ilfov, Muntenia, România. Se află în apropierea văii Ialomiței.